# Severa de Madariaga
Severa de Madariaga Basterrechea (Guernica, Vizcaya, 6 de noviembre de 1871 - Palma de Mallorca, 7 de julio de 1946) fue una maestra y pionera pedagoga española. Es Hija Adoptiva de Inca (2009).

## Biografía
Nacida en la localidad vizcaína de Guernica. Hija de Antonio Madariaga Zubiaga y Carmen Basterrechea Hormaechea. Como era costumbre en aquella villa, el día de su bautismo recibió por nombre el santo del día. Estudió Magisterio en la Escuela Normal de Logroño, donde concluyó la carrera con unas notas brillantes, siendo la número uno de su promoción (julio de 1890). Posteriormente aprobó unas oposiciones a escuelas públicas de niños, en Valladolid (mayo de 1891).
Cuando contaba veinte años de edad se trasladó a Inca para atender a una de sus hermanas, que fallecería poco después (11 de diciembre de 1891).
De regreso a Guernica, Severa contrajo matrimonio con su cuñado Pedro Ferrer Alzina, el 28 de septiembre de 1892. Pedro fue alcalde de Inca; y director y profesor del colegio de Inca, que estaba bajo la advocación de santo Tomás de Aquino. El matrimonio regresó a Inca donde tuvieron seis hijos: Carme, Severa (fallecida el 22 de agosto de 1903); Joan, Pere (fallecido el 8 de enero de 1910), Antònia, y  Pau —comandante destinado en Melilla en 1936, tras el alzamiento militar se mantuvo fiel a la Segunda República y fue detenido y fusilado (3 de diciembre de 1936)—.
El 18 de julio de 1894, Severa pronunció una conferencia en el Centro militar de Palma, a la que asistieron diversas personalidades, entre las que se encontraban la escritora Manuela de los Herreros Sorá, y la poetisa Margarida Caimari Vila.
A comienzos del año 1900 Severa fundó la Academia Madariaga, —la primera escuela femenina de Inca—. En un principio estaba situada en el carrer del Barco, pasando después a la Plaça de Orient. Por la Academia, cuya existencia se prolongó durante treinta años, pasaron niñas pertenecientes a diversos ambientes económincos y sociales de Inca. Severina, invitaba a autoridades y familiares de las alumnas a los actos de apertura y clausura del curso académico, y otorgaba anualmente una beca para la alumna con mejor expediente académico que no dispusiera de los recursos necesarios para costearse sus estudios.
Entre sus alumnas, se encuentra la actriz María Beltrán Suau, esposa de Antoni Torrandell.
Severa fue colaboradora de diversos medios de comunicación: El Católico Balear, El Heraldo de Inca y La Ciudad.
El 28 de abril de 1900, Severa impartió una conferencia en Can Vic, sobre "La influencia de la imaginación y la razón sobre la educación de la mujer". Al acto acudieron todos los medios de prensa del momento: La Almudaina, Última Hora, Unión Republicana, y el Eco de Inca. En 1902, el inspector de educación  Andreu Morey Amengual señala tras su visita escolar a la Escuela Pública de Inca y a las escuelas privadas, que "(dichas escuelas) disponen de buenos locales tanto respecto a la higiene como a las condiciones pedagógicas y que son buenos los resultados... y de una manera especial la que está a cargo de la Sra. Madariaga que ha demostrado sus vastos conocimientos y sus buenas condiciones de educadora de la infancia".
Severa fue Presidenta Honoraria de la Sociedad "Fomento del Civismo", que editaba "La Vanguardia Balear". Durante varios años ofreció varias conferencias en sus salones, entre otros: "Ligeras consideraciones acerca de algunos sentimientos estéticos y morales de la mujer" (24 de abril de 1918); También formó parte de la "Asociación de madres cristianas", y de la Junta directiva de la Cruz Roja. El 30 de noviembre de 1923 recibió junto con otras damas de Inca, a la Reina de España  Victoria Eugenia de Battenberg, que venia acompañando al Rey Alfonso XIII. Años después, fue la única mujer en participar activamente en la "Diada agrícola" de Inca (1929).
A finales de 1931 o principios del año siguiente, Severa se trasladó a Palma de Mallorca, donde continuó su labor docente en las academias Ripoll y Cormenzana. Severa falleció a los 74 años, el 7 de julio de 1946, a conseciencia de una lesión pulmonar, en el carrer Marqués Fuensanta, 18. Fue enterrada en el cementerio de Son Valentí.
El Ayuntamiento de Inca decidió que una de las calles de la localidad llevara el nombre de Severa Madariaga, y realizó un proyecto formativo «Severa Madariaga» para impulsar y fomentar la igualdad.

## Su pensamiento
Severa de Madariaga forma parte del grupo de mujeres que, en el último tercio del siglo XIX, comprometieron su vida a hacer posible un cambio de mirada respecto a la mujer. Eran mujeres fuertes, pioneras, comprometidas con el proceso de reforma de la sociedad y preocupadas por el futuro. Su pensamiento se incluye en el feminismo que surgió en Mallorca, cercano al republicanismo. El feminismo de Severa de Madariaga era una ideología aún en sus inicios muy relacionada con dar formación a las mujeres, pero sin tener un carácter rupturista. Era un feminismo crítico con la misoginia y combativo con las mujeres que sólo buscaban agradar a los hombres y se olvidaban de cultivar su educación y formación.